# Orinocosa hansi
Orinocosa hansi är en spindelart som först beskrevs av Embrik Strand 1916.  Orinocosa hansi ingår i släktet Orinocosa och familjen vargspindlar. Inga underarter finns listade i Catalogue of Life.